# Chiesa di Santa Maria del Presidio
La chiesa di Santa Maria del Presidio (popolarmente ricordata come chiesa delle Pentite) è una chiesa storica di Napoli ubicata in via Pasquale Scura ai Quartieri Spagnoli.

## Storia
Venne fondata nel 1647 dal sacerdote Antonio Pironti, il quale acquistò un palazzo e lo adattò a conservatorio per circa quaranta prostitute che, scampate dall'eruzione del Vesuvio del 1631 e ritenendolo un segno divino, decisero di convertirsi.
L'edificio venne rifatto nel 1661, grazie al contributo dei fratelli Andrea e Mattia Pironti, il primo sacerdote ed il secondo avvocato, i cui sepolcri furono realizzati in marmo e posti nella chiesa.
La chiesa e il conservatorio furono gravemente danneggiati durante i bombardamenti del 1943 ed oggi l'edificio risulta sconsacrato; come unica testimonianza artistica presente al suo interno, restano solo i due sepolcri precedentemente nominati e due sculture lignee dell'Ecce Homo e dell'Addolorata.

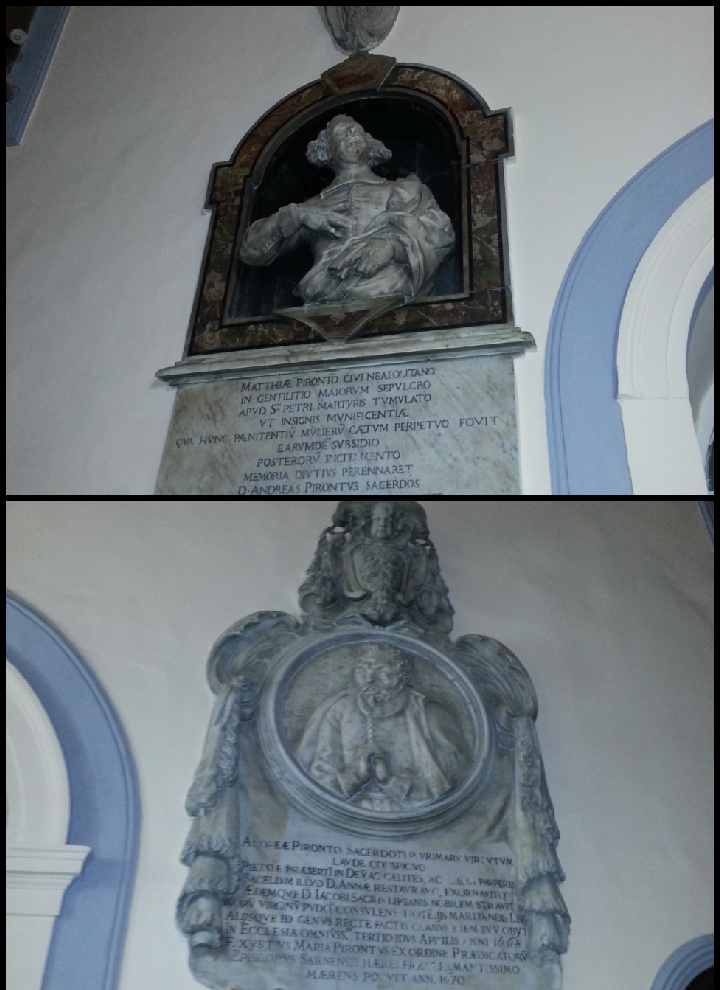
Sepolcri di Andrea e Mattia Pironti